# Wyskok (województwo warmińsko-mazurskie)
Wyskok (niem. Friedenshof) – wieś sołecka w Polsce, położona w województwie warmińsko-mazurskim, w powiecie kętrzyńskim, w gminie Srokowo.
W latach 1975–1998 miejscowość należała administracyjnie do województwa olsztyńskiego. 
W skład sołectwa Wyskok oprócz wsi Wyskok wchodzą: Mazurkowo i leśniczówka Marszałki. Wieś ma charakter rzędówki ciągnącej się w linii południka. Jej północna część leży ok. 1 km od granicy Rosji, środkowa część wsi znajduje się na zachodnim brzegu jeziora Oświn, a jej południowa część ma nazwę Mazurkowo. Na przedłużeniu linii tych dwóch wsi, dalej na południe, w lesie znajduje się leśniczówka Marszałki. We wsi działa Towarzystwo Przyjaciół Wyskoku, którego nadrzędnym celem jest ochrona walorów krajobrazowych i przyrodniczych wsi oraz terenów przyległych.

## Integralne części wsi
| SIMC    | Nazwa     | Rodzaj     |
| ------- | --------- | ---------- |
| 0488792 | Mazurkowo | części wsi |

## Historia
Wieś powstała w XIX wieku z przysiółków Bajor Wielkich. W połowie XIX wieku w 5 domach mieszkały tu 33 osoby.
W Wyskoku znajduje się punkt widokowy na jezioro Oświn, które jest najważniejszą częścią rezerwatu przyrody Jezioro Siedmiu Wysp.